# Херес-де-лос-Кабальєрос
Херес-де-лос-Кабальєрос (ісп. Jerez de los Caballeros) — муніципалітет в Іспанії, у складі автономної спільноти Естремадура, у провінції Бадахос. Населення — 9980 осіб (2010).
Муніципалітет розташований на відстані близько 350 км на південний захід від Мадрида, 65 км на південь від Бадахоса.
На території муніципалітету розташовані такі населені пункти: (дані про населення за 2010 рік)
- Ла-Басана: 345 осіб
- Бровалес: 267 осіб
- Херес-де-лос-Кабальєрос: 8941 особа
- Валуенго: 427 осіб

## Демографія
Динаміка населення (INE ):

## Уродженці
- Франсіско Пенья Ромеро (*1978) — іспанський футболіст, захисник.

## Галерея зображень
- Історичний центр

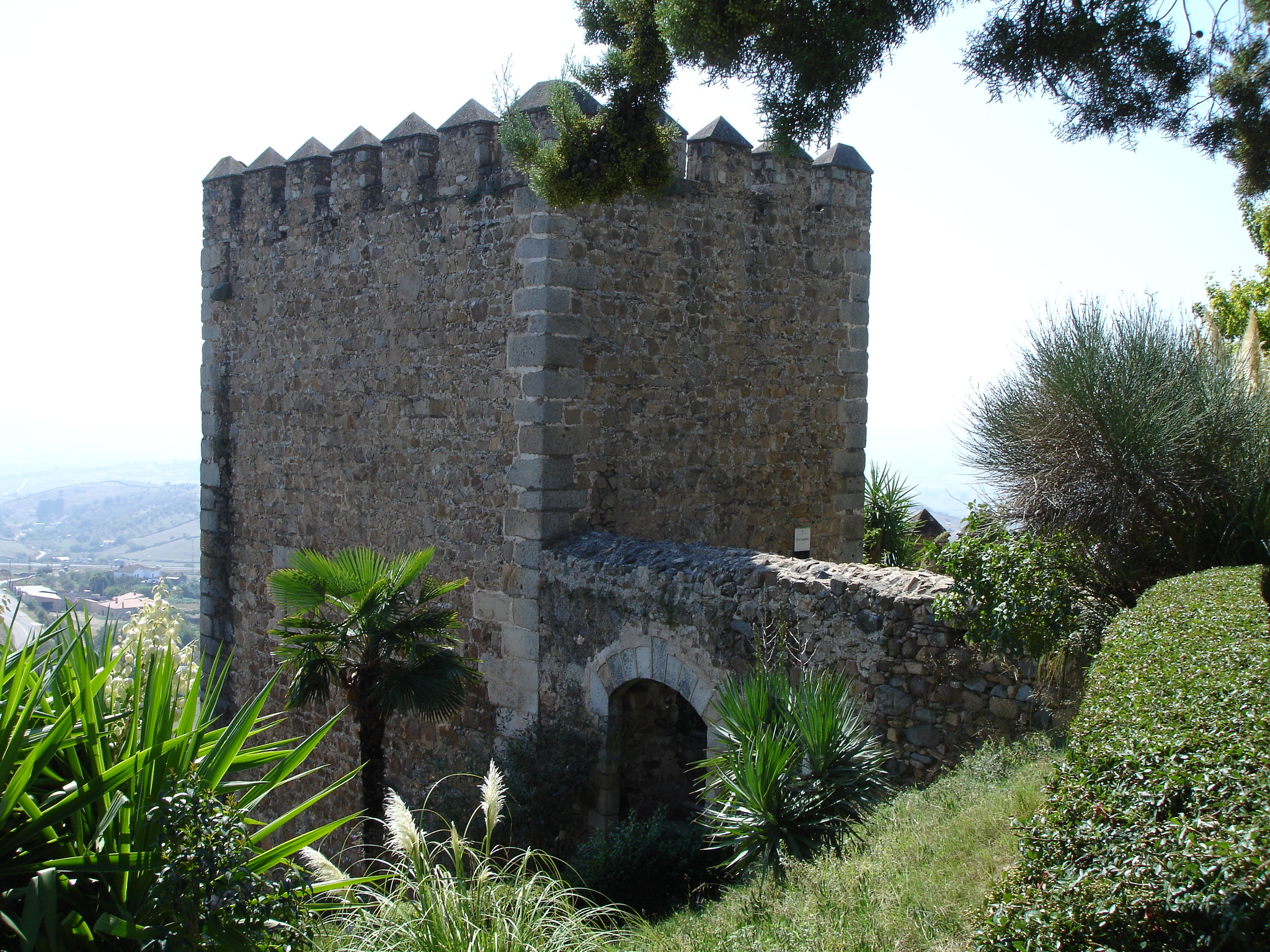
Замок тамплієрів
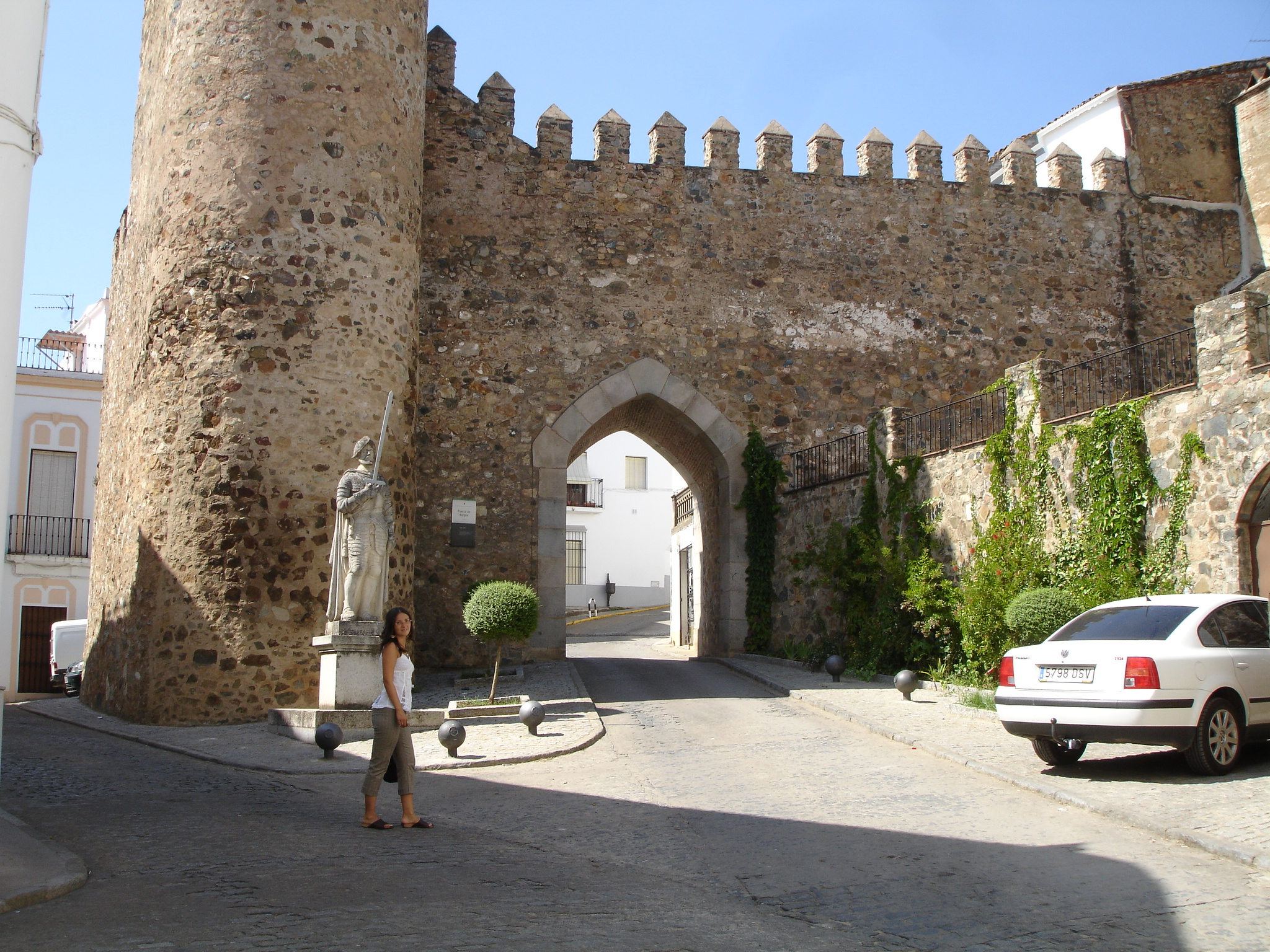
Мур
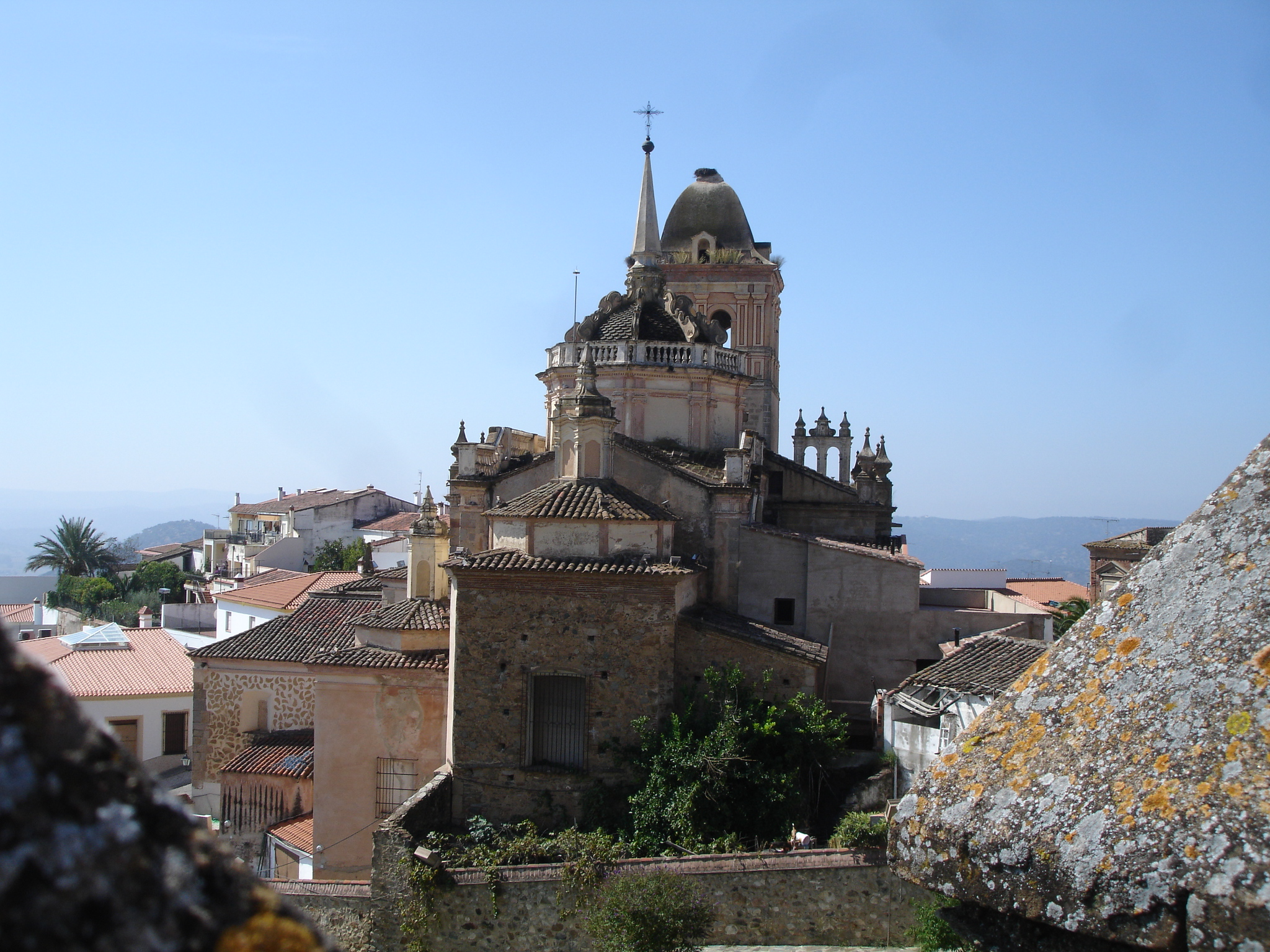
Церква Санта-Марія-де-ла-Енкарнасьйон
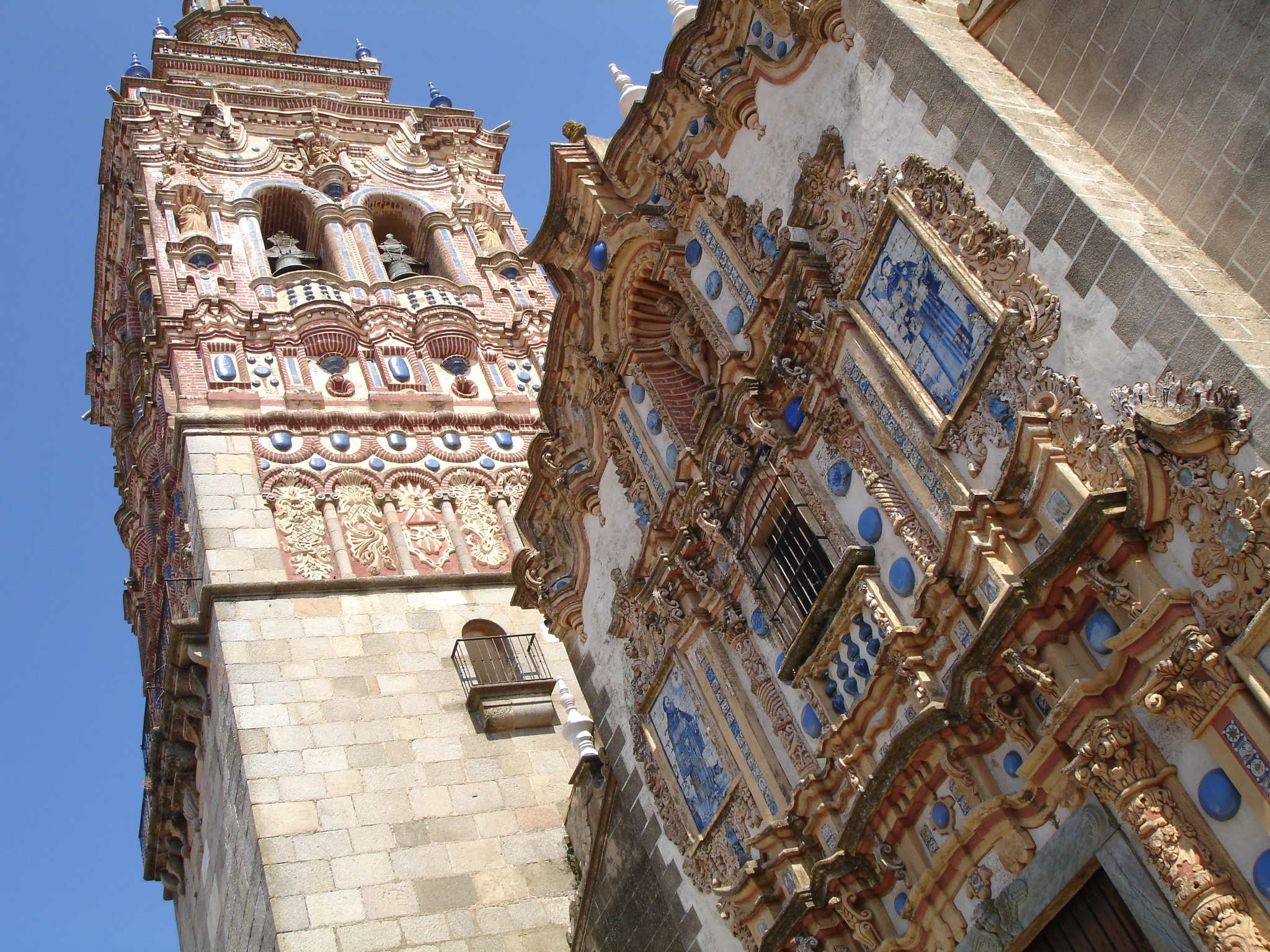
Церква Сан-Бартоломе